# Pallacanestro Virtus Rim
Pallacanestro Virtus Rim je talijanski košarkaški klub iz Rima. Zbog sponzorskih razloga klub danas nosi ime Lottomatica Virtus Rim. 

## Povijest
Klub je osnovan 1960., a nastao je ujedinjenjem dvaju niželigaških klubova San Saba i Gruppo Borgo Cavalleggeri, pod imenom Virtus Aurelia. Ubrzo nakon osnivanja klub je promijenio ime u Pallacanestro Virtus Roma. Klub je nedavno postao slavan kada je u svoje redove doveo jednog od najboljih američkih srednjoškolskih igrača Brandona Jenningsa.

## Dvorana
Klub igra u PalaLottomatici, dvorani kapaciteta 11,200 sjedećih mjesta. 

## Trofeji
- Talijansko prvenstvo: 1983.
- Talijanski superkup: 2000.
- Kup Raymonda Saporte: 1986., 1992.
- Euroliga: 1984.
- Interkontinentalni kup: 1984.

## Poznati igrači
| - Roberto Castellano - Enrico Gilardi - Fulvio Polesello - Stefano Sbarra - Marco Solfrini - Larry Wright - Clarence Kea - Leo Rautins - Tiziano Lorenzon - Mike Bantom - George Gervin - Emiliano Busca - Carlo Della Valle - Josè Vargas - Roberto Premier - Brian Shaw - Danny Ferry - Donato Avenia | - Andrea Niccolai - Dino Rađa - Michael Cooper - Alessandro Fantozzi - Rick Mahorn - Sandro Dell'Agnello - Shelton Jones - Jeff Sanders - Hugo Sconochini - Steve Henson - Tod Murphy - Davide Pessina - Davide Ancilotto - Fabrizio Ambrassa - Ed Stokes - Saša Obradović - Bill Edwards - Mario Boni | - Walter Magnifico - Warren Kidd - Brandon Jennings - Henry Williams - Mike Iuzzolino - Alessandro De Pol - Jerome Allen - Rod Sellers - Juan Alberto Espil - Carlton Myers - Ben Handlogten - Marko Tušek - Davide Bonora - Horace Jenkins - Daniel Santiago - Anthony Parker - Luigi Datome - Luboš Bartoň - Keith McLeod - Cory Alexander | - Vincenzo Esposito - Tyus Edney - Thomas Van Den Spiegel - Dejan Bodiroga - Vlado Ilievski - Obinna Ekezie - Mire Chatman - Ognjen Aškrabić - Roberto Chiacig - Alex Righetti - Christian Drejer - Erik Daniels - Erazem Lorbek - Roko Leni Ukić - David Hawkins - Luca Vitali - Jacopo Giachetti - Angelo Gigli - Jón Stefánsson - Gregor Fučka - Allan Ray - Ibrahim Jaaber - Nemanja Gordić |

## Treneri kroz povijest
| - Maurizio Polidori - Francesco Della Penna - Alessandro Lisotti - Nello Paratore - Giancarlo Asteo - Paolo Di Fonzo - Valerio Bianchini - Mario De Sisti - Giuseppe Guerrieri | - Giancarlo Primo - Petar Skansi - Valerio Bianchini - Paolo Di Fonzo - Franco Casalini - Nevio Ciaralli - Attilio Caja - Valerio Bianchini | - Marco Calvani - Cesare Pancotto - Marco Calvani - Attilio Caja - Piero Bucchi - Svetislav Pešić - Jasmin Repeša - Nando Gentile |

## Imena kluba kroz povijest
- Ginnastica Roma
- Banco di Roma (1972. – 1988.)
- Phonola Roma (1988. – 1989.)
- Il Messaggero Roma (1989. – 1992.)
- Burghy Roma (1993. – 1994.)
- Teorematour Roma (1994. – 1995.)
- Nuova Tirrena Roma (1995. – 1996.)
- Telemarket Roma (1996. – 1997.)
- Calze Pompea Roma (1997. – 1999.)
- AdR Roma (1999. – 2001.)
- Wurth Roma (2001. – 2002.)
- Lottomatica Roma (2003.- )

## Vanjske poveznice
| Lottomatica Rim | Lottomatica Rim |
| --- | --------------- |
| |                 |
| 5 Giachetti \| 6 Gigli \| 8 Tonolli \| 9 Hutson \| 11 Jennings \| 12 Brezec \| 13 Datome \| 14 De la Fuente \| 17 Douglas \| 18 Gabini \| 20 Jaaber Trener: Gentile |                 |

| Lottomatica Rim | Lottomatica Rim |
| --- | --------------- |
| |                 |
| 5 Giachetti \| 6 Gigli \| 8 Tonolli \| 9 Hutson \| 11 Jennings \| 12 Brezec \| 13 Datome \| 14 De la Fuente \| 17 Douglas \| 18 Gabini \| 20 Jaaber Trener: Gentile |                 |

| Serie A (2009./10.) | Serie A (2009./10.) |
| --- | ------------------- |
| |                     |
| Air Avellino \| Angelico Biella \| Armani Jeans Milano \| Bancatercas Teramo \| Benetton Basket Treviso \| Carife Ferrara \| Cimberio Varese \| Eldo Caserta \| La Fortezza Bologna \| Lottomatica Roma \| Montepaschi Siena \| NGC Cantù \| Premiata Montegranaro \| Scavolini-Spar Pesaro \| Solsonica Rieti \| Vanoli Soresina |                     |

| Serie A (2009./10.) | Serie A (2009./10.) |
| --- | ------------------- |
| |                     |
| Air Avellino \| Angelico Biella \| Armani Jeans Milano \| Bancatercas Teramo \| Benetton Basket Treviso \| Carife Ferrara \| Cimberio Varese \| Eldo Caserta \| La Fortezza Bologna \| Lottomatica Roma \| Montepaschi Siena \| NGC Cantù \| Premiata Montegranaro \| Scavolini-Spar Pesaro \| Solsonica Rieti \| Vanoli Soresina |                     |

| Euroliga 2008./09.         | Euroliga 2008./09. |
| -------------------------- | --- |
|                            | |
| Prvak                      | Panathinaikos |
|                            | |
| Finalist                   | CSKA Moskva |
|                            | |
| Treće mjesto               | Regal FC Barcelona |
|                            | |
| Četvrto mjesto             | Olympiakos |
|                            | |
| Ispali u četvrtfinalu      | Montepaschi Siena • Partizan Igokea • Real Madrid • TAU Cerámica                                                                          |
|                            | |
| Stigli do Top 16           | AJ Milano • ALBA Berlin • Asseco Prokom Sopot • Cibona Zagreb • Fenerbahçe Ülker • Lottomatica Rim • Maccabi Tel Aviv • Unicaja Málaga    |
|                            | |
| Ispali u regularnom dijelu | Air Avellino • DKV Joventut • Fenerbahçe Ülker • Le Mans • Panionios OnTelecoms • SLUC Nancy • Union Olimpija Ljubljana • Žalgiris Kaunas |

| Euroliga 2008./09.         | Euroliga 2008./09. |
| -------------------------- | --- |
|                            | |
| Prvak                      | Panathinaikos |
|                            | |
| Finalist                   | CSKA Moskva |
|                            | |
| Treće mjesto               | Regal FC Barcelona |
|                            | |
| Četvrto mjesto             | Olympiakos |
|                            | |
| Ispali u četvrtfinalu      | Montepaschi Siena • Partizan Igokea • Real Madrid • TAU Cerámica                                                                          |
|                            | |
| Stigli do Top 16           | AJ Milano • ALBA Berlin • Asseco Prokom Sopot • Cibona Zagreb • Fenerbahçe Ülker • Lottomatica Rim • Maccabi Tel Aviv • Unicaja Málaga    |
|                            | |
| Ispali u regularnom dijelu | Air Avellino • DKV Joventut • Fenerbahçe Ülker • Le Mans • Panionios OnTelecoms • SLUC Nancy • Union Olimpija Ljubljana • Žalgiris Kaunas |